# Alceu Valença
Alceu Paiva Valença OMC (São Bento do Una, 1 de julho de 1946) é um cantor, compositor, instrumentista e advogado brasileiro. Seu disco de estreia foi gravado em parceria com Geraldo Azevedo.
Nasceu no interior de Pernambuco, nos limites do agreste com o sertão. Influenciado pelos maracatus, cocos e repentes de viola, Alceu conseguiu utilizar a guitarra com baixo elétrico e, mais tarde, com o sintetizador eletrônico nas suas músicas.

## Biografia
Alceu Paiva Valença nasceu em São Bento do Una, agreste de Pernambuco, no dia 1 de julho de 1946. O envolvimento de Alceu com a música começa na infância, por meio dos cantadores de feira da sua cidade natal. Jackson do Pandeiro, Luiz Gonzaga e Marinês, três dos principais irradiadores da cultura musical nordestina, foram captados por ele. Em casa, a formação ficou por conta do avô, Orestes Alves Valença, que era poeta e violeiro. Aos 10 anos vai para o Recife, onde mantém contato com a cultura urbana e ouve a música de Orlando Silva e Dalva de Oliveira, alternando com o ritmo de Little Richard, Ray Charles e outros ícones da chamada primeira geração do rock and roll.
Recém-formado em Direito no Recife, em 1969 desistiu das carreiras de advogado e jornalista — trabalhou como correspondente do Jornal do Brasil — e resolveu investir na música.
Em 1971, foi para o Rio de Janeiro com o amigo e incentivador Geraldo Azevedo. Começou a participar de festivais universitários, como o da TV Tupi com a faixa Planetário. No entanto, nada aconteceu. Nenhuma classificação, pois a orquestra do evento não conseguiu tocar o arranjo da canção.
Em 1980, lançou o LP Coração Bobo (Ariola), cuja música de mesmo nome faz sucesso nas rádios de todo o país, revelando o nome de Alceu Valença para o grande público. Apresentou-se em vários estados brasileiros.
Em 1996, ao lado de Geraldo Azevedo, Zé Ramalho e Elba Ramalho, participou da série de shows O Grande Encontro, que percorreu diversas cidades brasileiras e foi registrada pela gravadora BMG no álbum de mesmo nome.
Em julho de 2000, participou da noite "Pernambuco em canto: carnaval de Olinda", no Festival de Montreux (Suíça), ao lado de Elba Ramalho, Geraldo Azevedo, Naná Vasconcelos e Moraes Moreira.

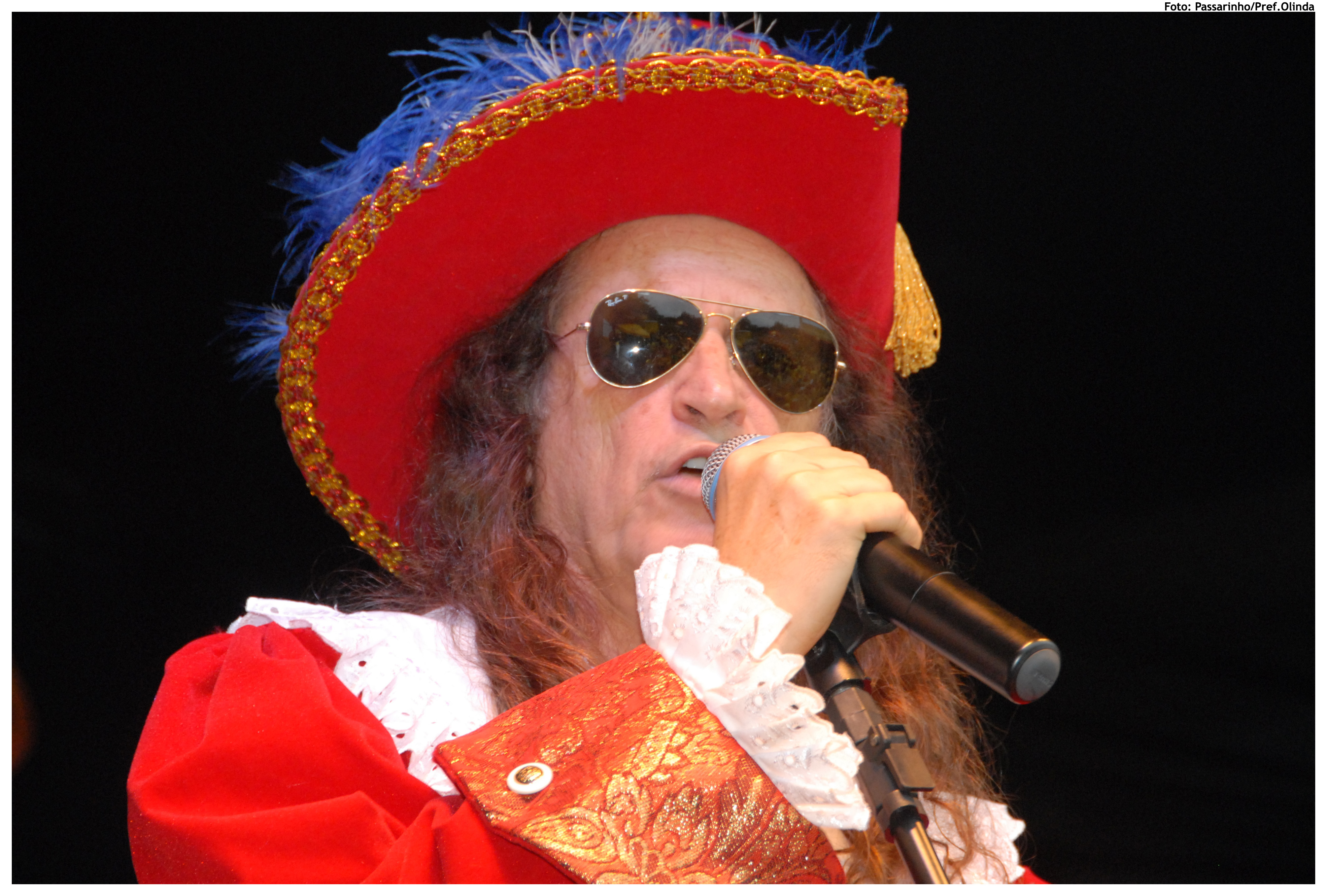
Alceu em 2006

Em maio de 2003, gravou novo projeto ao vivo no Rio de Janeiro (Indie Records), reunindo vários sucessos em um álbum e, pela primeira vez, em DVD. Em julho, foi agraciado com o Prêmio Tim de Música Brasileira na categoria "Melhor cantor regional", pelo álbum De Janeiro a Janeiro, em cerimônia realizada no Teatro Municipal do Rio de Janeiro. Ainda nesse mês chegou às lojas o álbum Ao vivo em todos os sentidos. Em agosto o DVD do mesmo projeto foi lançado.
Em março de 2004, casou-se em Olinda com a advogada carioca Yanê Montenegro.
Em 2009, trabalhou no seu filme Cordel Virtual (A Luneta do Tempo), um musical que não segue a linha de nenhum musical tradicional. No fundo, é um mergulho que faz em sua infância, no seu passado e este tem a trilha sonora das ruas do Nordeste, dos cantadores anônimos, conquistas, violeiros, emboladores, cegos arautos de feira, da música de Luiz Gonzaga e Jackson do Pandeiro, do samba-canção dos anos 50, da música contemporânea brasileira.
Em 2014, o álbum Amigo da Arte foi indicado ao Grammy Latino de Melhor Álbum de Música Regional ou de Raizes Brasileiras. Em 2015, ganhou o 26º Prêmio da Música Brasileira na categoria Melhor Cantor Regional.

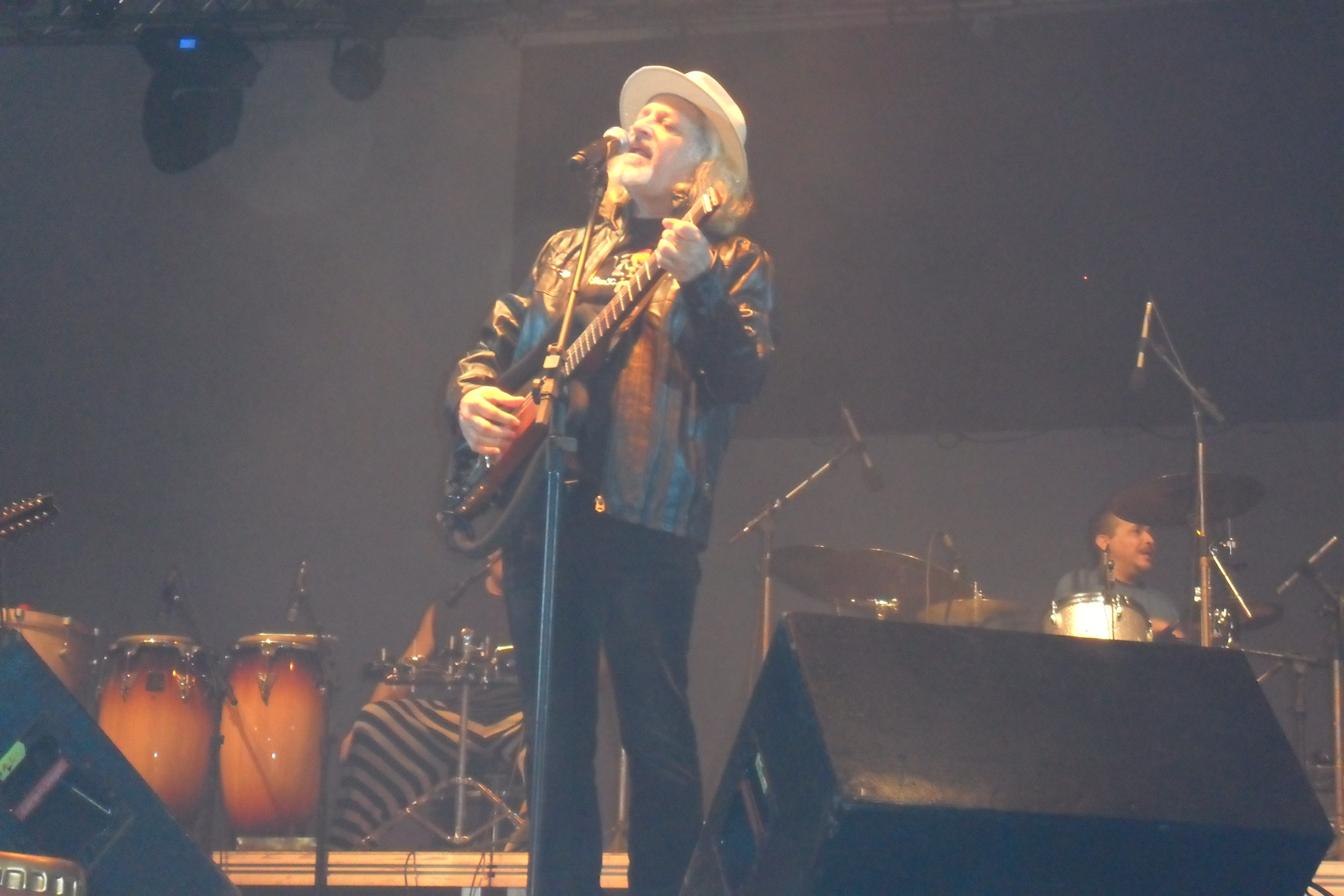
Alceu Valença em Serra Talhada em 2011

Alceu lançou em janeiro de 2015 um livro de poesias pela Chiado Books. A obra O Poeta da Madrugada, segundo escreveu o jornalista e escritor José Eduardo Agualusa no prefácio, tem versos que "já trazem consigo a música, uma melodia interna, que permanece em nós, que continua reverberando em nós, mesmo depois que nos afastamos deles."
No ano de 2016, durante seu show no carnaval do Recife na madrugada de 9 para 10 de fevereiro, marco esperado anualmente por pernambucanos e turistas, convida à todos a participarem do lançamento de seu filme a ocorrer em 24 de março seguinte. O convite, feito com o figurino do filme utilizado por ele e pela banda, viria a ser divulgado boca-a-boca por todos os que assistiram o show no marco zero e pela internet.
Uma mostra chamada Ocupação Alceu Valença, organizada pelo Instituto Itaú Cultural em São Paulo de dezembro de 2019 a fevereiro de 2020, apresenta audiovisuais com a trajetória do artista de 73 anos, desde sua infância em São Bento do Una. Serviu de base para compor a mostra, o longa-metragem A Luneta do Tempo, musical com direção e participação de Alceu, e que venceu como melhor trilha musical no Festival de Gramado em 2014. A mostra passa pelas influências do circo e do cinema na carreira do artista pernambucano.
Minha vida parece um filme, como se eu estivesse fazendo um documentário de tudo. As músicas guardam minha memória visual, são HDs de lembranças.— Alceu Valença, dezembro de 2019

## Discografia

### Álbuns de estúdio
- Quadrafônico – Alceu Valença & Geraldo Azevedo (1972) (Discos Copacabana – LP/CD)
- A Noite do Espantalho (1974) (Selo Continental – LP)
- Molhado de Suor (1974) (Som Livre – LP –   Ouro 100.000 cópias)
- Vivo! (1976) (Som Livre – LP/CD –   Ouro 100.000 de cópias)
- Espelho Cristalino (1977) (Som Livre – LP/CD –   Ouro 100.000 cópias)
- Saudade de Pernambuco (1979) (CD)
- Coração Bobo (1980) (Ariola Discos/Polygram – LP/CD –   Platina 250.000 cópias)
- Cinco Sentidos (1981) (Ariola Discos/Polygram – LP/CD –   Platina 250.000 de cópias)
- Cavalo de Pau (1982) (Ariola Discos/Polygram – LP/CD –  2× Diamante/ 2× Platina 2.500.000 cópias)
- Anjo Avesso (1983) (Ariola Discos/Polygram – LP/CD –  2× Diamante 2.000.000 de cópias)
- Mágico (1984) (Barclay Discos/Polygram – LP/CD –  3× Platina 750.000 cópias)
- Estação da Luz (1985) (RCA Victor/Ariola Discos – LP/CD –  2× Diamante 2.000.000 de cópias)
- Rubi (1986) (RCA Victor –LP/CD –   Diamante/ 2× Platina 1.500.000 de cópias)
- Leque Moleque (1987) (BMG Ariola – LP/CD –   Diamante/  Platina 1.250.000 de cópias)
- Andar Andar (1990) (EMI/Odeon – LP/CD)
- 7 Desejos (1991) (EMI/Odeon – LP/CD)
- Maracatus, Batuques e Ladeiras (1994) (BMG Ariola – LP/CD)
- Sol e Chuva (1997) (Som Livre – CD)
- Forró de Todos os Tempos (1998) (Sony Music – CD)
- Forró Lunar (2001) (Columbia – CD)
- O Nordeste Elétrico de Alceu Valença (2002)
- De Janeiro a Janeiro (2002) (Tropicana Produções – CD)
- Na Embolada do Tempo (2004) (Indie Records – CD)
- Ciranda Mourisca (2008) (Biscoito Fino – CD)
- Amigo da Arte (2014) (Deckdisc – CD)
- A Luneta do Tempo (2015) (Deckdisc – CD)
- Vivo! (2016) (Deckdisc – CD)
- Sem Pensar no amanhã (2021) (Deckdisc)
- Saudade (2021) (Deckdisc)
- Senhora Estrada (2021) (Deckdisc)
- Alceu Valença e Paulo Rafael (2022)

### Álbuns ao vivo
- "Vivo" (1976)
- Ao Vivo (1982)
- Brazil Night (1983)
- Ao Vivo (1986)
- Oropa, França e Bahia (1988)
- O Grande Encontro (1996)
- Todos os Cantos (1999)
- O Grande Encontro 3 (2000)
- Ao Vivo: em Todos os Sentidos (2003)
- Marco Zero – Ao Vivo (2006)
- Valencianas (ao vivo) (2014)

### Coletâneas
- "Acervo Especial" (1992)
- "Minha História" (1992)
- "O Melhor de Alceu Valença" (1994)
- "Millennium" (1994)
- "Meus Momentos" (1996)
- "Maxximum" (1999)
- "Novo Millenium" (2000)
- "Coleção Bis" (2002)
- "O Melhor dos Encontros" (2002)
- "Série Sem Limite" (2004)
- "Arquivo Essencial: Alceu Valença" (2004)
- "A Arte de Alceu Valença" (2006)